# Euclea acutifolia
Euclea acutifolia är en tvåhjärtbladig växtart som beskrevs av Ernst Meyer och A. Dc. Euclea acutifolia ingår i släktet Euclea och familjen Ebenaceae. Inga underarter finns listade i Catalogue of Life.